# Kino Młoda Gwardia w Łodzi
Kino Młoda Gwardia – kino w Łodzi przy ulicy Zielonej 2 (później Zielona 4), działające w latach 1908–1992. Od początku swojego funkcjonowania nosiło również nazwy: Bio-Express, Sfinks, Admiral, Corso oraz Hel.

## Historia
28 października 1908 otwarto w Łodzi kino Bio-Express. Właścicielem był Julian Szrojt, krewny Juliana Tuwima. Budynek został specjalnie zaprojektowany na potrzeby kina – był trzecim takim miejscem w Łodzi. W części frontowej budynku znajdowały się kasy oraz poczekalnia, a nad nimi umieszczono kabinę projekcyjną. W sali znajdowało się 270 miejsc. Pomieszczenia były dobrze wentylowane i wyposażone w sprzęt gaśniczy. W kinie pokazano jedną z pierwszych filmowych aktualności o Łodzi pt. Wielki pożar fabryki Zilkego z udziałem wszystkich oddziałów Straży Ogniowej Ochotniczej, Scheiblera, Poznańskiego, Leonharda i miejskiej.
Gdy wybuchła I wojna światowa kino musiało (pod nowym kierownictwem i z nową nazwą Sfinks) tymczasowo przekształcić się w teatr ze względu na słabe wyniki finansowe. W 1916 roku kino zostało wyremontowane i funkcjonowało od tej pory pod nazwą Admiral.
W roku 1930 dokonano gruntownej przebudowy budynku kina. Zmieniono nazwę na Corso. Rozbudowano kabinę projekcyjną oraz salę, która mieściła od tej pory 480 foteli. W 1931 zamontowano też aparaturę firmy Siemens umożliwiającą odtwarzanie filmów dźwiękowych. W czasie II wojny światowej kino działało pod niemieckim kierownictwem, wciąż pod tą samą nazwą.
Po wojnie w miejscu Corso powstało młodzieżowe kino Hel, przemianowane po kilku latach na Młoda Gwardia. Dobudowano wówczas poczekalnię oraz kasy. W połowie lat 60. zmodernizowano kino pod względe technicznym poprzez wymianę przedwojennych projektorów na nowe Prexer AP-5. Młoda Gwardia była kinem o niskim standardzie, a widzowie oceniali je często jako obskurne. Jak wspomina właściciel kina Tomi w Pabianicach, Tomasz Chmielewski, w kinie okna były zawsze brudne, krzesła były zniszczone i skrzypiące, a toalety nie były czyszczone. Mimo to, dobre położenie (blisko centrum i ulicy Piotrkowskiej) oraz niskie ceny biletów gwarantowały mu wysoką frekwencję, szczególnie wśród młodej widowni.
Kino zostało zamknięte w roku 1992 z powodu złego stanu technicznego oraz braku rentowności. Później w tym budynku działał sklep spożywczy (do 2001 roku), a następnie drogeria sieci Rossmann.